# القمة العربية 2013 (الدوحة)
القمة العربية 2013 في الدوحة في قطر ما بين 21 إلى 27 مارس 2013. في السادس والعشرين من مارس 2013، اعترفت الجامعة بالائتلاف الوطني لقوى الثورة والمعارضة السورية ممثلا شرعيا للشعب السوري. وبذلك، أعطي مقعد سوريا في القمة لهذا الائتلاف. رفض هذا القرار كل من الجزائر ولبنان والعراق.القمة العربية الرابعة والعشرون (26 مارس/ آذار 2013) في الدوحة بتأكيد حق الدول الأعضاء بتسليح المعارضة السورية، ومنح مقاعد دمشق في الجامعة العربية وجميع المنظمات التابعة لها للائتلاف الوطني السوري المعارض.
من بين نتائج القرار على مستوى الجزائر، أن دعت لويزة حنون، الأمينة العامة لحزب العمال الجزائري المعارض، إلى الخروج من الجامعة العربية.
وأكد «إعلان الدوحة» الذي اختتمت به القمة التي كان يفترض أن تستمر حتى اليوم (الأربعاء) وإنما اختصرت في يوم واحد، «أهمية الجهود الرامية للتوصل إلى حل سياسي كأولوية للأزمة السورية مع التأكيد على الحق لكل دولة وفق رغبتها تقديم كافة وسائل الدفاع عن النفس بما في ذلك العسكرية لدعم صمود الشعب السوري والجيش الحر».
ورحب الإعلان والقرار العربي الخاص بسورية «بشغل الائتلاف الوطني لقوى المعارضة السورية مقعد الجمهورية العربية السورية في جامعة الدول العربية ومنظماتها ومجالسها إلى حين إجراء انتخابات تفضي إلى تشكيل حكومة تتولى مسئوليات السلطة في سورية». وتقرر أن تعقد القمة المقبلة في الكويت في مارس 2014.
وتأتي هذه القرارات العربية بعدما جلست المعارضة السورية للمرة الأولى على مقعد سورية في قمة الدوحة، وترأس الوفد السوري رئيس الائتلاف المعارض أحمد معاذ الخطيب وجلس في مقعد رئيس وفد «الجمهورية العربية السورية»، فيما رفع «علم الاستقلال» الذي تعتمده المعارضة بدل العلم السوري.
وقد اعتبرت القمة الائتلاف «الممثل الشرعي الوحيد للشعب السوري والمحاور الأساس مع جامعة الدول العربية، وذلك تقديراً لتضحيات الشعب السوري والظروف الاستثنائية التي يمر بها».
وتحفظت عن القرار الخاص بسورية، الجزائر والعراق، فيما نأى لبنان بنفسه عن القرار.
ودعت قمة الدوحة أيضاً في قراراتها الختامية إلى «عقد مؤتمر دولي في إطار الأمم المتحدة من أجل إعادة الإعمار في سورية وتكليف المجموعة العربية في نيوريوك متابعة الموضوع مع الأمم المتحدة لتحديد مكان وزمان المؤتمر».
وحثت القمة «المنظمات الإقليمية والدولية على الاعتراف بالائتلاف الوطني... ممثلاً شرعياً وحيداً للشعب السوري» على غرار الجامعة العربية، كما دعت المنظمات الدولية لتقديم الدعم لتمكين الشعب السوري من «الدفاع عن نفسه».
كما تبنت القمة مقترحي قطر بعقد قمة مصغرة للمصالحة الفلسطينية في القاهرة وبتأسيس صندوق عربي خاص بالقدس مع رأسمال يبلغ مليار دولار. وسبق أن أعلنت قطر في افتتاح القمة تغطية ربع قيمة هذا الصندوق.
وقد أشار قرار خاص للقمة إلى أن الصندوق سيعمل على «تمويل مشاريع وبرامج تحافظ على الهوية العربية والإسلامية للقدس الشريف وتعزيز صمود أهلها ولتمكين الاقتصاد الفلسطيني من تطوير قدراته الذاتية وفك ارتهانه للاقتصاد الإسرائيلي ومواجهة سياسة العزل والحصار». وكلف البنك الإسلامي للتنمية بإدارة هذا الصندوق.
كما قررت القمة تشكيل وفد وزاري عربي برئاسة رئيس مجلس الوزراء وزير خارجية قطر الشيخ حمد بن جاسم آل ثاني وعضوية كل من الأردن والسعودية وفلسطين ومصر والمغرب والأمين العام للجامعة العربية، نهاية أبريل/ نيسان لإجراء مشاورات مع الإدارة الأميركية بشأن عملية السلام.
كما وافقت القمة على إنشاء المحكمة العربية لحقوق الإنسان وتكليف لجنة قانونية لإعداد النظام الأساسي للمحكمة.
وأكد رئيس الائتلاف السوري المعارض أحمد معاذ الخطيب خلال القمة العربية في الدوحة على أن الشعب السوري يرفض الوصاية وهو من سيقرر من سيحكمه «لا أي دولة في العالم»، مطالباً بحصول المعارضة على مقعد سورية في الأمم المتحدة بعد الحصول على مقعدها في الجامعة العربية.
وقال الخطيب في كلمته أمام القادة العرب: «يتساءلون من سيحكم سورية، شعب سورية هو الذي سيقرر لا أي دولة في العالم، هو الذي سيقرر من سيحكمه وكيف سيحكمه».
وشدد على أن الشعب السوري «يرفض وصاية أية جهة في اتخاذ قراره». وإذ أشار إلى أن «اختلاف وجهات النظر الإقليمية والدولية قد ساهم في تعقيد المسألة»، شدد على أن «الشعب السوري هو الذي فجر الثورة وهو الذي يقرر طريقه».
إلى ذلك، دعا رئيس الائتلاف الوطني السوري رؤساء الدول العربية المشاركين في القمة العربية الرابعة والعشرون والمنعقدة في الدوحة إلى اعتماد قرار بإطلاق سراح المعتقلين في كل الوطن العربي «ليكون يوم انتصار الثورة السورية في كسر حلقة الظلم هو يوم فرحة لكل شعوبنا».
وحث زعيم المعارضة السورية معاذ الخطيب الحكام العرب امس الثلثاء على الإفراج عن السجناء السياسيين والانضمام إلى السوريين في كسر «حلقة الظلم» متخليا بذلك عن لغة الخطاب المسكن الشائعة في القمم العربية.
وقال زعيم المعارضة السورية معترفا بعدم التزامه بقواعد البروتوكول مخاطبا الزعماء العرب في القمة «أقول لكم بصفتي أصغر إخوتكم: اتقوا الله في شعوبكم وحصنوا بلادكم بالعدل والإنصاف وازرعوا الحب في كل مكان».
ودعا الخطيب الزعماء إلى تبني قرار «بإطلاق سراح المعتقلين في كل الوطن العربي ليكون يوم انتصار الثورة السورية في كسر حلقة الظلم هو يوم فرحة لكل شعوبنا».